# Сердюков, Иосиф Ильич
Иосиф Ильич Сердюков (10 октября 1906, хутор Становое, Воронежская губерния — 28 марта 1973, Ташкент) — Герой Советского Союза (медаль № 3318), сапёр 99-го отдельного сапёрного батальона 69-й стрелковой дивизии 65-й армии, ефрейтор. Звание Героя Советского Союза получил за обеспечение переправы десанта при форсировании Днепра.

## Биография
Родился 10 октября 1906 года на хуторе Становое (ныне — Вейделевского района Белгородской области) в крестьянской семье. Русский.
- 1936 год — переезд в посёлок Советская Гавань Хабаровского края, работал в бригаде лесорубов леспромкомбината. Причины переезда неизвестны. В дальнейшем был переведён на строительство военного аэродрома под городом Владивостоком.
- 1942 год — начало службы в Красной армии.
- 15 октября 1943 года — в районе посёлка Радуль Репкинского района Черниговской области заменил командира отделения и первым переправился на правый берег Днепра, где захватил участок траншеи противника и обеспечил переправу десанта.
- 1945 год — окончание курсов политического состава.
- 1946 год — уволен в запас в звании младшего лейтенанта.
- 1948 год — окончание партийной школы при Центральном Комитете Коммунистической партии Узбекистана.

Работал на фруктоперерабатывающем заводе в Ташкенте на административно-хозяйственных должностях.
Скончался 28 марта 1973 года.

## Награды
- Герой Советского Союза (30 октября 1943, медаль № 3318) — «за образцовое выполнение заданий командования и проявленные мужество и героизм в боях с немецко-фашистскими захватчиками»;
- орден Ленина;
- медали.